# Borsec
Borsec (węg. Borszék) – miasto w Rumunii, w okręgu Harghita. Według danych szacunkowych na rok 2002 liczy 3109 mieszkańców.

## Współpraca
- Zákányszék, Węgry
- Pilisvörösvár, Węgry
- Rudabánya, Węgry
- Aba, Węgry
- Bácsalmás, Węgry
- Fonyód, Węgry
- Orfű, Węgry